# Vis de dragoste
Vis de dragoste (titlul original: în maghiară Szerelmi álmok - Liszt) este un film biografic-dramatic de coproducție sovieto-maghiar, realizat în 1970 de regizorul Márton Keleti, bazat pe biografia pianistului-compozitor maghiar Franz Liszt, protagoniști fiind actorii Imre Sinkovits, Ariadna Sengelaia, Sándor Pécsi și Klara Luciko.

## Rezumat
Într-un salon parizian de lux, compozitorul necunoscut Franz Liszt îl învinge pe celebrul Thalberg într-un concurs de pian. Cu muzica lui, el câștigă favoarea contesei Marie D'Agoult și apoi mâna ei. Se naște și fiica lor, Cosima. Liszt devine din ce în ce mai faimos, iar Marie îl prezintă în compania artiștilor. Relația trecătoare a bărbatului cu dansatoarea Lola Montez duce la o despărțire de soția sa. 
Liszt călătorește la Petersburg împreună cu impresarul său Belloni. Aici îl cunoaște pe Glinka cu care se împrietenește.
După un concert la Kiev, o întâlnește pe liniștita și frumoasa Carolyne, viitoarea cea mai mare iubire a vieții sale, care și-a părăsit soțul pentru el. Carolyne devenid muza și inspirația lui Liszt, iar din dragoste pentru ea îi compune cea mai frumoasă compoziție romantică de pian, „Liebesträume”. Împreună călătoresc la Weimar dar rudele lui Carolyne încearcă să împiedice divorțul de soțul ei, intervenind la papă. Carolyne, femeie profund religioasă se prăbușește la aflarea veștii. 
Suferind emoțional din cauza opoziției bisericii căsătoriei lor, soțul Carolynei fiind în viață, vârstnicul Liszt caută refugiu în compoziții pentru publicul care îl iubește. Este numit președinte al Academiei de Muzică înființată la Budapesta, dar în viața sa privată este singuratic și nefericit. Rămas singur, Liszt moare în brațele învățăcelului său.

## Distribuție
- Imre Sinkovits – Franz Liszt
- Ariadna Sengelaia – Carolyne (voce: Éva Ruttkai)
- Sándor Pécsi – Gaetano Belloni, impresarul lui Liszt
- Klara Luciko – Marie d’Agoult (voce: Zsuzsa Bánky)
- Igor Dmitrijev – Prințul Nikolai Wittgenstein (voce: Zoltán Latinovits)
- Larisa Trembovelskaia – Lola Montez (voce: Ildikó Pécsi)
- Irina Gubanova – Olga Janina (voce: Katalin Gyöngyössy)
- Igor Ozerov – Richard Wagner
- Tamás Major – Papa Pius al IX-lea
- Klári Tolnay – Cosima, fiica lui Liszt
- Lajos Básti – Ágoston Trefort, ministrul cultelor
- Ferenc Bessenyei – Mihály Vörösmarty
- Hilda Gobbi – menajera lui Liszt
- Ádám Szirtes – Miska, servitorul lui Liszt
- Piotr Șelohonov – Mihail Glinka, compozitor rus
- Sándor Suka – Joseph Haydn, compozitor austriac
- Gyula Benkő
- László Mensáros
- Géza Tordy – Karl Czerny, profesorul lui Liszt
- Natalia Baitalskaia – Vera Timanova, eleva rusă a lui Liszt
- Ghennadi Bednostin
- Tibor Bitskey – prietenul lui Liszt
- Kornél Gelley – preotul
- Péter Huszti – Franz Joseph al Austriei
- Serghei Ivanov – Nicolae I al Rusiei
- György Kálmán – șeful poliției
- Serghei Karnovici-Valua – Carol Frederic, Mare Duce de Saxa-Weimar-Eisenach, cumnatul țarului
- Zsol tKocsy – Liszt copil
- Viktor Kostețki – perceptorul
- Valentin Kulik – Sigismund Thalberg, compozitor austriac
- Vasili Leonov – Borodin (voce: Emil Keres)
- Gábor Mádi Szabó – Liszt tatăl
- László Márkus – Miklós Esterházy Nikolaus III, Prince Esterházy⁠(d) (1817–1894), prinț, compozitor
- Serghei Polejaev – un curtean
- Anatoli Șvederski – Gustav Adolf zu Hohenlohe-Schillingsfürst cardinal
- Bertalan Solti - bunicul lui Liszt Ferenc
- Vera Szemere – mama lui Liszt
- Marina Iurasova – Maria Pavlovna Romanova, soția lui Carol Frederic, Mare Duce de Saxa-Weimar-Eisenach, sora țarului
- Anatoli Podșivalov – admiratorul lui Liszt
- Piotr Merkuriev – Niccolò Paganini
- Aleksandr Romancov – Gioachino Rossini
- János Ferencsik – dirijorul
- József Simándy – cântărețul solo al Liturghiei Încoronării
- Sviatoslav Richter (pian) (prezentarea din arhivă a lucrărilor lui Chopin, Beethoven, Czerny)
- György Cziffra (înregistrare în studio de pian) (lucrări de Liszt)